# Bella (comune)
 Bella  (Labbègghië AFI: [laˈbːɛɡːjə], Labbèḍḍë AFI: [laˈbːɛɖːə] o Labbèggë AFI: [laˈbːɛdːʒə] in dialetto lucano) è un comune italiano di 4 568 abitanti della provincia di Potenza in Basilicata.

## Geografia fisica
Sorge a 662 m s.l.m. nella parte nord-occidentale della provincia, sulle propaggini orientali dell'Appennino Lucano (versante adriatico), su una collina posta al centro di due fiumare e alle pendici dell'isolato Monte Santa Croce.
Confina con i comuni di: Muro Lucano (11 km), San Fele (15 km), Baragiano (16 km), Balvano (21 km), Ruoti (25 km), Avigliano (27 km) e con l'exclave di Sant'Ilario, frazione appartenente al comune di Atella, (26 km).
Il territorio si estende per 99,60 km² e raggiunge la massima altitudine col Monte Santa Croce (1425 m s.l.m.) e la minima in corrispondenza della frazione denominata: Scalo Bella - Muro (362 m s.l.m.).

## Origini del nome
Lo storico Giacomo Racioppi (nato a Moliterno), nel suo libro "Storia dei popoli della Lucania e della Basilicata" definisce questa antica città Osco-lucana con il nome antico di Abella forse dalla radice di «alba», quasi «albella» in senso diminutivo, oppure da «aber» che sta per «aper», e l'Aperula sarebbe la piccola città dei cinghiali.

## Storia

### La storia di Bella nel 210 a.C.
Bella è una cittadina di origine remota, probabilmente edificata sulle rovine di Numistrone, l'antica città lucana distrutta nella battaglia combattuta nella zona fra Annibale e Marcello nell'anno 210 a.C. Come attestano numerosi reperti archeologici sin dall'epoca romana. Marco Claudio Marcello è stato un politico romano, console per cinque volte militò durante la Seconda guerra punica, dirigendo la ripresa di Roma dopo la disfatta di Canne. Marcello si portò così in Lucania e presso Numistrone si schierò davanti all'esercito di Annibale per impedirne l'avanzata. Annibale era accampato su un colle di fronte alla pianura in cui era schierato l'esercito di Marcello. Alla battaglia non si rifiutarono i due comandanti: battaglia che fu lunga e non decisiva dal mattino fino alla notte senza lasciare né vincitori né vinti. Il giorno dopo Marcello schierò ancora l'esercito ma Annibale rifiutò il combattimento. E i romani ne approfittarono per seppellire e cremare i morti loro e dei nemici. La notte seguente Annibale si dipartì in silenzio e marciò verso la Puglia, Marcello così, dopo aver lasciato a Numistrone un modesto presidio anche a protezione dei feriti, decide di partire e seguire le tracce del nemico, che ritrovò nei pressi di Venosa, qui i romani furono attaccati di sorpresa e Marcello rimase ucciso: era il 208 a.C. Annibale fece cremare il suo corpo, depose le ceneri in un'urna d'argento e le restituì al figlio. Nonostante tutto, a Venosa, si crede ancora che il suo corpo sia seppellito in un antico tumulo romano, chiamato appunto, "Tomba di Marcello".

### Le invasioni barbariche tra il 900 e il 1000 d.C.
Tra il 900 e il 1000 d.C. Bella fu interessata da diverse dominazioni straniere, come testimoniano sepolcri e monete, venute fuori in diverse epoche, e la battaglia combattuta tra Arabi e Abellani a circa un chilometro dall'abitato, facendo da ciò derivare alla contrada il nome di “fontana dei saraceni” situata sul colle Pistella o Pisterola derivante da posterula diminutivo di posta che nella lingua viva dei pastori anche oggi significa “posto in cui si tengono a figliare le greggi”. Oltre gli arabi, invasero Bella, anche gli Svevi e i Normanni, come di fatto racconta la leggenda.

### La conseguenza delle invasioni: il castello
Le ricorrenti e devastanti invasioni barbariche richiesero maggiori garanzie di difesa, e allorché la pratica, ormai europea, dell'incastellamento si diffuse, gli abitanti degli antichi casali eressero una torre ed altre torrette di vedetta e di difesa, studiosi locali sulla scorta di documenti attentamente vagliati, hanno recentemente localizzato la costruzione difensiva «sulla collinetta dove attualmente è il camposanto, punto strategicamente molto importante poiché offriva la visuale dei due torrenti che circondano il paese, allora accessibili vie di penetrazione». Un'altra torre è naturalmente situata nel punto più alto del paese, sulla cima della collina dove ora si erge Bella. Intorno a quella torre vennero costruite nuove case ed innalzate le mura cittadine, munite di porte che consentivano o vietavano l'accesso all'interno dell'abitato.

### 1799 - Moti rivoluzionari
Nel 1799, sotto l'impulso ed il pretesto delle idee della rivoluzione francese, scoppiarono a Bella feroci lotte tra famiglie, gruppi sociali e attacchi di popolazioni circonvicine, e culminarono nell'uccisione violenta e feroce di 28 cittadini. I successivi moti risorgimentali registrarono la presenza attiva di molti Bellesi che combatterono per la liberazione del Sud dai Borboni.

### 1861 - Brigantaggio
Il 22 novembre Carmine Crocco, giunto a Bella, impose ai cittadini di pagare una grossa taglia e di fornire approvvigionamenti. Opposto un deciso rifiuto da parte delle autorità, il paese fu assalito dalle bande che, dopo numerose ore di combattimento, lo conquistarono in parte ma non riuscirono a sopraffare la resistenza dei cittadini arroccati nel castello feudale. Saccheggiato il possibile e perpetrati non pochi misfatti, Crocco si ritirò. Il Consiglio Provinciale della Basilicata dell'11 gennaio 1862, nel considerare eroica la resistenza di Bella dichiarò: “Benemeriti della Patria…anche i cittadini di Bella…che con tanto coraggio e tanto patriottismo seppero difendere le mura dei padri loro.”

### 1940-43 - Profughi ebrei
Negli anni della seconda guerra mondiale, tra il 1940 e il 1943, Bella fu uno dei comuni lucani destinati dalle autorità fasciste ad accogliere profughi ebrei in internamento civile. Gli 11 internati (tra cui una madre con bambino) furono liberati con l'arrivo dell'esercito alleato nel settembre 1943. Alcuni di loro poterono già emigrare negli Stati Uniti nel luglio 1944. Gli altri rimasero nell'Italia meridionale in attesa della fine della guerra.

### Simboli

Stemma di Bella

Un grande storico lucano, Giuseppe Gattini (nato e morto a Matera), nel suo libro Dell'Armi dei popoli della Basilicata, descrive così l'arma araldica del Comune di Bella: «D'azzurro ad una torre castellata di due pezzi d'argento, e sormontata nel mezzo dalla dea Bellona loricata, galeata ed armata al naturale». Aggiunge le sigle P.F.C. che potrebbero dire «Preadium Familiae Caracciolae», interpretate dallo storico Lacava «Prudentia Fidelitas et Castitas ». Lo storico Racioppi, invece, sostituisce a Castitas la parola Concordia. Lo stemma di Bella ci collega alla leggenda popolare che invece fa derivare il suo nome dalla coraggiosa fanciulla di nome Isabella che verso l'anno 1000 osò sfidare, armata solo di una croce, l'esercito normanno, che si apprestava all'invasione del paese. Avendo dimostrato tanto ardimento, Isabella ottenne la revoca del saccheggio e la nomina di capo della comunità. Il Racioppi non fa alcun cenno ad Isabella ma cita un "genio armato" ovvero un guerriero.
Il gonfalone è un drappo interzato in palo di verde di bianco e di rosso.
Isabella potrebbe essere la raffigurazione della dea Bellona da cui evidentemente ne trae il nome. Bellona è una figura della mitologia romana, divinità della guerra e con origini incerte, identificata dai Greci con Enio. Era a volte associata, come moglie, al dio Marte. Veniva rappresentata come un auriga su di un carro in atteggiamento bellicoso, con in mano una spada o una lancia.

## Monumenti e luoghi d'interesse

### Architetture religiose

#### Chiesa madre di Santa Maria Assunta
A Piazza dei Martiri, così chiamata perché è qui che durante i moti del 1799 venivano ammucchiati i cadaveri degli assassinati, troviamo la Chiesa Madre, la più grande e la più antica del paese. La Chiesa Madre venne fatta costruire verso il 1200, lo stile si presume Arabo-Normanno. Nel 1543 fu incendiata dai turchi; riparata alla meglio, crollò completamente a seguito del sisma del 1694 dopo essere stata danneggiata durante il terremoto del 1561. Dopo quella data, l'autorità del tempo decise di ricostruire la chiesa nello stesso posto ma di dimensioni maggiori, con la collaborazione dei cittadini che, nei giorni di festa, scendevano lungo i torrenti, nelle cave di grosse pietre e di sabbia a raccogliere il materiale di costruzione. La chiesa è anche dimora delle reliquie di san Pio martire. La tradizione vuole che, verso il 1000, una signora romana della quale non si conosce il nome, portò dalle catacombe, in una urna ricoperta da una sottile rete metallica, lo scheletro di San Pio Martire, glorioso difensore della cristianità, che divenne il secondo Patrono di Bella dopo san Giuseppe e che occupa, nella chiesa, il primo altare di sinistra.

#### Altre chiese
- Chiesa della Madonna delle Grazie

Ricostruita nel 1539, è stata più volte danneggiata dai terremoti, ultimo quello del 1980, motivo per cui è stata ulteriormente riassestata. È dotata di ben cinque altari, di cui il maggiore, in marmo, è di epoca ottocentesca e altri tre in pietra intarsiata del '700. Nella pala posta dietro l'altare maggiore si possono apprezzare dipinti alla maniera raffaellesca. La chiesa conserva anche un affresco cinquecentesco, un quadro di Cristiano Danona (XVI secolo) e una cornice di legno, minuziosamente intagliata, posta intorno alla nicchia dell'altare della Croce e databile al XVI secolo. Uno degli altari anticamente era dedicato alla Madonna della neve, protettrice contro i terremoti.
- Chiesa della Madonna del Carmine

La chiesa era di patronato comunale. La cappella è collocata in una zona soggetta a frane: nel 1852 essa fu travolta da una frana. La nuova chiesa del Carmine fu costruita in una zona più vicina all'abitato, in località Paschiero. Il primo impianto dovrebbe essere anteriore al 1875. La cappella presentava un altare in Fabrica munito di 12 frasche di rame. Questa nuova chiesa è dotata di un solo altare. Nella notte del 23 novembre 1898, essa fu violata da ladri che spogliarono la statua dell'oro e portarono via anche il calice e la patena. Danneggiato dal terremoto del 23 novembre 1980, l'edificio è stato riattato con i fondi (circa 600 milioni delle vecchie lire) messi a disposizione per effetto della legge 219/1981. Per effetto di questi lavori la chiesa è stata depurata di tutte le aggiunte successive al primo impianto. Ha facciata basilicale e la parte centrale suddivisa in due spioventi.
- Chiesa San Vincenzo Ferreri

Fu costruita nel 1756 sul suolo donato alla comunità bellese dalla famiglia Ferrone, che in passato era appartenuto alla Congregazione del Monte dei Morti. Esternamente si presenta con una facciata lineare e un portale in pietra del XVIII secolo, il quale è sovrastato da una finestra monofora e da un oculo. Inoltre presenta un campanile a vela. Internamente è costituita da un'unica facciata nel fondo della quale si trova l'altare maggiore antico, in pietra colorata, immediatamente avanti a quest'ultimo è collocato il nuovo altare. L'edificio sorge al culmine di una delle scalinate della piazza omonima, circondata da strade pedonali pavimentate.
- Chiesa di sant'Antonio da Padova

Situata nella frazione di Sant'Antonio Casalini, fu costruita nel 1753, poi distrutta dai tedeschi nel 1943 e riedificata definitivamente nel 1951. Costituita da una struttura a tre navate, nelle due laterali sono presenti gli altari minori. In corrispondenza dell'altare maggiore troviamo l'abside affrescato con delle grandiose scene della Trinità e in aggiunta raffigurazioni di volti di anime del Purgatorio, di santi e della Vergine Maria.
- Chiesa di San Cataldo(Bagni)

Esternamente si presenta con una facciata lineare con un ingresso ad arco e due vetrate laterali; questi elementi insieme al campanile a vela, situato sul lato ovest dell'edificio, sono stati aggiunti alla struttura preesistente. La costruzione si trova a ridosso di un ampio piazzale pavimentato. La vecchia facciata ancora oggi visibile è caratterizzata da una finestra circolare al disopra dell'ingresso principale. Internamente è costituita da un'unica navata sul cui fondo è collocato l'antico altare maggiore. Sul presbiterio invece troviamo il nuovo altare.
- Chiesa del Villaggio

Chiesa situata in piazza E. Gianturco, nella frazione di San Cataldo.

### Siti archeologici
La frazione Sant'Antonio Casalini, un tempo zona di Santa Sofia, con la sua chiesetta, oggi quasi completamente crollata, è luogo importante dal punto di vista di ritrovamenti archeologici e di oggetti antichi che contribuiscono a darci notizie sulle origini di Bella. Negli anni settanta venne rinvenuta una fusarola che attesta la presenza dell'uomo fin dall'età preistorica; nel 1985 sono stati individuati, in seguito a lavori diretti dal Dott. Antonio Capano, resti di ambienti medioevali utilizzati come luogo di sepoltura individuale e collettiva senza corredo, e strutture sepolcrali. Nella stessa frazione, con sede nella locale scuola elementare, costruita dopo il terremoto, è possibile ammirare oggetti di antica fattura e antichi strumenti di lavoro tra cui vecchi mulini e aratri, che presto saranno trasferiti nel museo del contadino, ora in fase di costruzione a sant'Antonio.

## Società

### Evoluzione demografica
Abitanti censiti

## Cultura
Nella frazione di San Cataldo nel 1959 fu girato il cortometraggio "Nascita e morte nel meridione" di Luigi Di Gianni, documentario sulle dure condizioni di vita e sulle influenze del mondo magico sulla società contadina meridionale del tempo, in accordo con le contemporanee indagini etno-antropologiche di Ernesto de Martino.
Bella ha dato i natali ad una delle prime radio libere della Lucania: Cooperativa Radio Bella, con sede in Via Mazzini. Fondata nel 1978, Radio Bella trasmise fino agli anni novanta coprendo i comuni di Bella, Ruoti, Baragiano, Picerno, Castelgrande, Muro Lucano, Buccino, S. Gregorio Magno, Tito, Satriano di Lucania, Sasso di Castalda.
A Bella nel 2007 è stato ideato il film Mineurs, minatori & minori, di Fulvio Wetzl, che vi ha anche vissuto per qualche anno. Vi hanno partecipato molti dei ragazzi protagonisti nativi di Bella, Walter Golia (Armando), Tiziano Murano (Egidio). Sono state girate anche alcune scene, nell'autentico studio medico in Casa Ferrone, rimasto intatto nell'arredamento, risalente agli anni cinquanta.

### Scuole
L'Istituto Comprensivo di Bella è una scuola che comprende tre ordini:
- Scuola dell'Infanzia
- Scuola Primaria
- Scuola Secondaria di I grado

### Cammino delle fiabe e delle stelle
Bella è inserito nel percorso del Cammino delle fiabe e delle stelle che attraversa anche i Comuni di Rapone, Castelgrande e Balvano.

## Infrastrutture e trasporti
Bella è interessata dal percorso della Strada statale 381 e dalla Strada statale 7 Via Appia, che collega le città di Roma e Brindisi, attraverso il Basso Lazio, l'Irpinia, il Vulture-Melfese, la parte settentrionale del Salento fino al mar Adriatico e che presenta l'uscita dedicata di Bella-San Fele, nonché dalla E847 Sicignano - Potenza - Metaponto.
La viabilità locale è costituita dalle strade provinciali 14 e 92.
La stazione di Bella-Muro è ubicata sulla linea della ferrovia Battipaglia-Potenza-Metaponto, a servizio dei comuni di Bella e Muro Lucano.

## Amministrazione

### Gemellaggi
- Vimodrone
- Modena
- Camposanto
- Narodyči

## Sport

### Calcio
La principale squadra di calcio della città è l'A.S.D. Bella 2007 Calcio che milita nel girone lucano di Promozione. I colori sociali sono: l'azzurro ed il celeste.